# Yannick Botrel
Pour les articles homonymes, voir Botrel.
Yannick Botrel, né le 9 décembre 1951, est un homme politique français, sénateur des Côtes-d'Armor de 2008 à 2020.

## Biographie
Aviculteur de profession, il est élu maire de Bourbriac en 1995, réélu en 2001 et 2008. Conseiller général depuis 1992, il devient vice-président du conseil général des Côtes-d'Armor en 1998.
Yannick Botrel est élu sénateur des Côtes-d'Armor le 21 septembre 2008 et réélu en 2014. Il ne se représente pas en 2020.

## Mandats politiques
- Conseiller municipal de Bourbriac (1977-2020)
- Maire de Bourbriac (1995-2014)
- Conseiller général du canton de Bourbriac (1992-2011)
- Vice-président du conseil général des Côtes-d'Armor (1998-2008) :
  - Vice-président chargé de l'aménagement rural et des espaces naturels sensibles (1998-2002)
  - Vice-président chargé des finances, du personnel et de l'administration générale (2002-2008)
  - Président du conseil de surveillance et d'orientation du laboratoire départemental de développement et d'analyses 22 (2001-2011)
- Président du syndicat département d'eau potable des Côtes d'Armor (2001-2017)
- Président du syndicat mixte des travaux du stade de Roudourou à Guingamp (2004-2006)
- Sénateur des Côtes-d'Armor (2008-2020)

## Distinctions
- Mérite agricole : Chevalier (1994), Officier (2006), Commandeur (2021)
- Maire honoraire de Bourbriac (2018)